# Марійонас Мікутавічюс
Марійонас Мікутавічюс (лит. Marijus Mikutavičius;  • 19 квітня 1971, Лаздияй ) — литовський співак, телеведучий, журналіст.

## Життєпис
У 1980 році з батьками переїхав до Вільнюса. Навчався журналістиці на факультеті комунікації Вільнюського університету 1989-1994 років.
Працював у молодіжному журналі "Jaunimo gretos» («Ряди молоді"), писав для журналу "Tik vyrams" ("Тільки для чоловіків»), робив репортажі для інформаційної передачі Литовського телебачення.
У 1991 став одним із засновників та учасників рок-гурту "Bovy", в складі якої виступав в скандинавських країнах, країнах Східної Європи, Німеччини. В 1995 на фестивалі «Liepājas Dzintars» отримав приз як найкращий вокаліст.
Ведучий молодіжних передач і ток-шоу на Литовському телебаченні і приватних каналах LNK і TV3.
Автор і виконавець хітів, які займали вищі позиції в литовських хіт-парадах. Завдяки пісні «Три мільйони» («Trys milijonai»), визнаної піснею 2000 року, був названий найкращим виконавцем року і отримав музичну премію «Браво».
У 2004 компанія "Intervid" випустила альбом "Pasveikinkit kitus Vieni» («Привітайте один одного"), що включив дві версії хіта "Три мільйони". Альбом став «платиновим» (продано 20 000 2004 примірників у в і понад 30 000 2005). В лютому - березні 2005 в засобах масової інформації обговорювалася скандальна ситуація, що склалася навколо надзвичайно популярної пісні "Три мільйони", як виявилося, Мікутавічюс права на неї передав на п'ять років компанії "Intervid".
Навесні 2006 Мікутавічюс увійшов до збірної групи популярних зірок литовської поп-музики "LT United" (крім нього, до неї увійшли Андрюс Мамонтовас, Саулюс Урбонавічюс, Вікторас Діавара, Арнолдас Лукошюс і Еймантас Бяліцкас), пісня "Ми - Переможці (Євробачення) »у виконанні цієї групи пройшла національний відбірковий тур на 51-й міжнародний музичний конкурс" Євробачення "в Афінах (18 і 20 травня 2006 року). Пісня "We Are the Winners" у фіналі національного конкурсу набрала в два рази більше голосів (32 699), ніж наступна за нею "Ласкаво просимо" групи "InCulto" (16 451).

## Дискографія

### Bovy
- "Bovy Su Marijonu" (1997)

### Сольні альбоми
- "Pasveikinkit vieni kitus" (укр. Вітаю всіх) (2004)
- "Baigėme Mokyklą" (укр. Ми закінчили школу) (2008)

### Сингли
- "Velnias, man patinka Kalėdos" (укр. Чорт, мені подобається Різдво
- "Pakeliui Namo" (укр. На шляху до нашого дому)
- "Aš miręs" (укр. Я мертвий)
- "Trys Milijonai" (укр. Три мільйони), литовська офіційна пісня XXVII Олімпійських ігор і популярний неофіційний гімн спортивних змагань
- "Nebetyli Sirgaliai" (укр. Святкуйте баскетбол), хіт, який став офіційним гімном чемпіонату Європи з баскетболу в 2011 Баскетбол Чемпіонат Євро (який відбувався в Литві).